# Karl Frieß
Karl Frieß (* 24. Januar 1845 in Meerholz; † 27. Januar 1931 in Kassel) war Jurist und Mitglied des Deutschen Reichstags.

## Leben
Frieß besuchte das Gymnasium in Hanau und studierte Rechtswissenschaften an den Universitäten Marburg, Leipzig und Berlin von 1863 bis 1867. Sodann war er Referendar und Assessor an den Gerichten in Hanau und Kassel, danach Rechtsanwalt und Notar in Kassel seit 1874. Er unternahm umfangreiche Reisen in Europa und Nordamerika. Den Krieg von 1870/71 hat er als Freiwilliger für Kriegsdauer mitgemacht.
Von 1881 bis 1884 war er Mitglied des Deutschen Reichstags für den Reichstagswahlkreis Regierungsbezirk Kassel 4 (Eschwege, Schmalkalden, Witzenhausen).